# لورنزو بوکی
لورنزو بوکی (انگلیسی: Lorenzo Bucchi؛ زادهٔ ۲۱ نوامبر ۱۹۸۳) بازیکن فوتبال اهل ایتالیا است.
از باشگاه‌هایی که در آن بازی کرده‌است می‌توان به باشگاه فوتبال گراس‌هاپر زوریخ، باشگاه فوتبال ترنانا، باشگاه فوتبال مودنا، باشگاه فوتبال لوتسرن، و باشگاه فوتبال اتلتیکو آرتزو اشاره کرد.